# 성검전설: 비전스 오브 마나
《성검전설: 비전스 오브 마나》는 오우카 스튜디오스가 개발하고 스퀘어 에닉스가 배급한 2024년 액션 롤플레잉 게임이다. 《성검전설》 시리즈 작품으로 《성검전설 4》 이후 제작된 다섯 번째 본편 게임이다. 플레이스테이션 4, 플레이스테이션 5, 윈도우 및 엑스박스 시리즈 X/S 플랫폼으로 제작돼 2024년 8월 29일 출시됐다.
2021년에 처음 발표됐으며 기획자 이시이 고이치, 프로듀서 오야마다 마사루, 작곡가 기쿠타 히로키, 세키토 쓰요시 및 야마자키 료 등 시리즈 개발진이 재참여했다.

## 개발
《비전스 오브 마나》는 2021년 6월 시리즈 30주년 인터넷 방송에서 제목미정 콘솔 게임으로서 처음 공개됐다.

### 내용주
1. ↑  일본어: 聖剣伝説: VISIONS OF MANA

### 참조주
1. ↑  Doolan, Liam (2021년 6월 27일). “Square Enix Confirms The Next Mana Game For Console Is Now In Development”. 《NintendoLife》. 2024년 1월 25일에 원본 문서에서 보존된 문서. 2024년 1월 25일에 확인함.